# Manuel Gaspar Haro
Manuel Gaspar Haro (Málaga, El Palo, 3 februari 1981), voetbalnaam Manolo Gaspar, is een Spaans voormalig profvoetballer. Gaspar was een speler met veel werkkracht maar met een mindere techniek, die vooral als rechtsbuiten speelde. 

## Carrière
Gaspar debuteerde in 2001 bij de B-ploeg van Málaga CF, de club uit zijn geboortestad. Na drie seizoenen werd hij daar opgemerkt door streekgenoot UD Almería. De club, op dat moment uitkomend in de Segunda División A, nam hem in 2004 over van Málaga. Op het einde van zijn eerste seizoen werd hij door de fans verkozen tot beste speler van de ploeg. In zijn tweede seizoen werd de ploeg vicekampioen en dwong zo de promotie af naar de Primera División. Hij werd verkozen als beste rechtsachter van de reeks.
Gaspar bleef echter niet bij deze ploeg: in 2006 verhuisde hij voor twee seizoenen naar Levante UD, dat ook uitkwam in de Primera División. Tijdens het tweede seizoen kwam de ploeg in financiële problemen en behaalde het slechts de twintigste plaats, waardoor het de degradatie niet vermijden. Gaspar bleef tijdens het seizoen 2008/09 echter in de Primera División: hij keerde terug naar Málaga, waar hij een driejarig contract ondertekende. Tijdens het derde en laatste seizoen moest hij een heelkundige operatie aan de blindedarm ondergaan en verdween hij definitief uit de ploeg.
Voor het seizoen 2011/12 rekende de ploeg niet meer op hem, en zette hij een stapje achteruit bij FC Cartagena, dat uitkwam in de Segunda División A. Bij deze ploeg diende hij strijd te leveren met Cristian Urbistondo Lopez, beter bekend onder de spelersnaam  "Txiqui", om de positie van rechtsbuiten. Hij kon echter niet overtuigen en kreeg slechts zelden zijn kans. Toen de ploeg ook nog degradeerde, werd zijn contract niet verdergezet. Uiteindelijk wist hij toch een nieuw contract te bemachtigen. Voor de terugronde van het seizoen 2012/13 tekende hij evenwel bij het Cypriotische Olympiakos Nicosia.
Midden augustus 2013 tekende hij een contract bij CD El Palo, een nieuwkomer in de Segunda División B. Hij was een van de belangrijke spelers die voor een mooie twaalfde plaats en het daaraan verbonden behoud zorgden. Het tweede seizoen werd echter minder succesvol, waardoor de ploeg op de voorlaatste plaats terechtkwam en de degradatie niet kon ontlopen. Gaspar stopte daarop met voetballen.
Toen hij nog voetbalde, in 2014, werd hij opgenomen in de Technische Directie van Málaga CF.  Vanaf 2019 zou hij zelfs Sportief Directeur van de ploeg worden.